# Dicranomyia idonea
Dicranomyia idonea là một loài ruồi trong họ Limoniidae. Chúng phân bố ở miền Australasia.